# Sumatra-Blauschnäpper
Der Sumatra-Blauschnäpper (Cyornis ruckii), manchmal auch als Ruecks Blauer Fliegenschnäpper bezeichnet, ist eine Vogelart aus Sumatra, von der bisher nur vier Exemplare bekannt geworden sind.

## Beschreibung
Der Sumatra-Blauschnäpper erreicht eine Länge 17 bis 18 Zentimeter. Das Männchen ist überwiegend glänzend indigoblau. Zwischen Augen und Schnabel sowie zwischen den Ohrendecken ist es schwarzblau. Flügel und Schwanz sind dunkelblau gesäumt. Die Kehle ist hellindigoblau, die Brust ist strahlend dunkelblau. Der Bauch und die Unterflügeldecken sind weißlich und schwach bläulich getönt. Die Flanken sind blaugrau. Beim Weibchen ist die Unterseite kastanienbraun. Der Bürzel, die Oberschwanzdecken und der Schwanz sind rötlich kastanienfarben. Der Bauch ist weiß. Die Brust ist schmutzig rötlichbraun. Zur Kehle hin wird die Färbung heller. Beide Geschlechter weisen einen schwarzen Schnabel und dunkle Augen auf. Die Beine sind bleifarben. Bei den Jungvögeln sind die Stirn, der Augenring, Kehle und Brust schmutzig hell kastanienbraun. Die Oberseite zeigt gelbbraune Tupfer. Die Bauchmitte ist weißlich.

## Status

Verbreitungsgebiet (grün) des Sumatra-Blauschnäppers

Im 19. Jahrhundert will der Vogelsammler R. Rueck, nach dem die Art benannt ist, nach eigenen Angaben zwei Exemplare in Kesang, Malakka, auf der Halbinsel Malaysia gesammelt haben, die heute in Paris aufbewahrt werden. Zwischen 1917 und 1918 sammelte der holländische Vogelsammler August van Heijst zwei weitere Exemplare und brachte sie ins Zoologische Museum der Universität von Amsterdam. Es handelte sich um einen weiblichen Jungvogel und ein erwachsenes Männchen. Die beiden Exemplare wurden ursprünglich als Cyornis vanheysti beschrieben. Der Fundort waren sekundäre Flachlandwälder in der Gegend von Medan in Nordsumatra. Ein Vergleich aller vier Museumsstücke im Jahre 1928 kam zu dem Ergebnis, dass alle Exemplare der gleichen Art angehörten. Heute muss der Fundort Malakka für die ersten beiden Exemplare jedoch als zweifelhaft angesehen werden, da der Sumatra-Blauschnäpper trotz einer intensiven Suche in den 1920er Jahren nicht auf Malaysia gefunden wurde.
Der Lebensraum des Sumatra-Blauschnäppers ist durch Rodung stark zerstört worden. Von der IUCN wird er als „critically endangered“ (vom Aussterben bedroht) eingestuft. Seit 1972 steht er nach dem indonesischen Gesetz unter Naturschutz. Im CITES-Abkommen wird er in Anhang II gelistet.